# Rodney Crowell
Rodney Crowell, född 7 augusti 1950 i Houston, Texas, är en amerikansk countrymusiker och singer/songwriter. 
Hans uppväxt präglades av hans far som var alkoholist och misshandlade hans mor, vilket han berört i flera av sina låtar. Dessa texter är ofta oerhört självkritiska, exempelvis skriver han öppet om när han själv föll in i faderns fotspår och slog kvinnor, och det är tydligt att erfarenheterna från barndomen har givit honom en väldigt kritisk inställning till sig själv och män i allmänhet.
Crowell startade ett band i tonåren som kallades The Arbitrators. Efter att ha spelat på skoldanser och liknande bestämde han sig sedan för att söka lyckan som låtskrivare i Nashville. Crowell blev snabbt vän med många artister, däribland de redan väletablerade Guy Clark och Willie Nelson , samt framtida legenderna Townes Van Zandt och Steve Earle. Han förtjänade sin plats bland låtskrivarna i Nashville efter att ha spelat låten "Bluebird Wine" för Guy Clark, som blev så förtjust i sången att han började efterfråga den när han umgicks med Crowell. Trots detta gick det trögt professionellt, och hans karriär kom inte igång på riktigt förrän Emmylou Harris 1975 spelade in två av hans låtar för sitt debutalbum Pieces of the sky. Hennes val var balladen "Til I Can Gain Control Again" och Guy Clark-favoriten "Bluebird Wine", vilken fick hedersplatsen som första låt på albumet. 2013 spelade Rodney Crowell in en reviderad duettversion av låten för sitt och Emmylou Harris duettalbum "Old Yellow Moon". 1975 gick Crowell även med i Harris band, The Hot Band, som gitarrist, och där han spelade och uppträdde han fram till 1977. Han släppte sitt första soloalbum 1978, Ain't Living Long Like This.
Crowell var gift med Johnny Cashs dotter Rosanne Cash 1979–1992, och producerade under denna period i princip alla hennes album. Detta gjorde att hans egen solokarriär, som han påbörjat med sitt första soloalbum Ain't living long like this 1978, blev underprioriterad, och hans riktiga genombrott för en bredare publik kom först 2001 med albumet The Houston Kid, följt av Fate's Right Hand 2003.
Crowell blev under sitt första äktenskap mycket god vän med sin svärfar, och han fortsatte att ha god kontakt med Johnny Cash även efter skilsmässan från hans dotter. De spelade 1998 in duetten "I Walk the Line (Revisited)" som finns på albumet The Houston Kid. Låten, som handlar om Cash hit "I Walk the Line", beskriver i detalj det tillfälle då Crowell först hörde låten. Crowell berättar om hur han har "sett Mona Lisa/hört Shakespeare läsas riktigt vackert" och anser att detta är lika bra som att "höra Johnny Cash sjunga I Walk the Line". Mellan de bitar av låten där Crowell berättar allt detta fyller Cash på genom att sjunga låten i fråga - "I walk the Line".
Emmylou Harris förblev en av Rodney Crowells bästa vänner och samarbetspartner även efter att han lämnade hennes band 1977. I intervjuer har hon beskrivit honom som den "lillebror hon aldrig hade" och sin "musikaliska själsfrände", vilket i många avseenden påminner om hur hon beskriver mentorn Gram Parsons. Crowell ansågs också ofta i början av sin karriär med Harris vara en Parsonkopia, men då han lämnade bandet 1977 hade han brutit sig loss från dessa anklagelser, och hans efterföljare Ricky Scaggs kallades istället en Rodney Crowell-kopia. Under hela sin karriär har Emmylou Harris spelat in åtminstone ett 20-tal av Crowells egenskrivna låtar. Bland dessa återfinns ett stort antal mycket kända låtar, däribland klassiska "Even cowgirls get the blues" med Linda Ronstadt och Dolly Parton, från albumet Blue Kentucky Girl (1979). Trots att den ytterst sällan spelats live har låten kommit att bli lite av en signaturmelodi för Harris.
2013 släppte Harris och Crowell sitt första duettalbum, "Old Yellow Moon", vilken vann dem en Grammy för bästa Americanaalbum. 2015 kom uppföljaren, "The Traveling Kind".

## Diskografi (urval)
Album
- 1978 – Ain't Living Long Like This
- 1980 – But What Will the Neighbors Think?
- 1981 – Rodney Crowell
- 1986 – Street Language
- 1988 – Diamonds & Dirt
- 1989 – Keys to the Highway
- 1989 – Collection
- 1992 – Life is Messy
- 1993 – Greatest Hits
- 1994 – Soul Searchin'
- 1994 – Let the Picture Paint Itself
- 1995 – Super Hits
- 1995 – Jewel of the South
- 1997 – The Cicadas
- 2001 – The Houston Kid
- 2003 – Fate's Right Hand
- 2004 – The Notorious Cherry Bombs
- 2004 – The Essential Rodney Crowell
- 2005 – The Outsider
- 2008 – Sex & Gasoline
- 2012 – Kin: Songs by Mary Karr & Rodney Crowell
- 2013 – Old Yellow Moon  (med Emmylou Harris)
- 2014 – Tarpaper Sky
- 2015 – The Travelling Kind (med Emmylou Harris)

Singlar (topp 10 på Billboard Hot Country Songs)
- 1988 – "It's Such a Small World" (med Rosanne Cash) (#1)
- 1988 – "I Couldn't Leave You If I Tried" (#1)
- 1988 – "She's Crazy for Leavin' " (#1)
- 1989 – "After All This Time" (#1)
- 1989 – "Above and Beyond" (#1)
- 1989 – "Many a Long and Lonesome Highway" (#3)
- 1990 – "If Looks Could Kill" (#6)
- 1992 – "Lovin' All Night" (#10)